# Slovenský kras
Slovenský kras este o arie protejată (arie de protecție specială avifaunistică — SPA) din Slovacia întinsă pe o suprafață de 43.860,24 ha, integral pe uscat.

## Localizare
Centrul sitului Slovenský kras este situat la coordonatele 48°36′04″N 20°37′54″E / 48.601189°N 20.631724°E.

## Înființare
Situl Slovenský kras a fost declarat arie de protecție specială avifaunistică în iulie 2003 pentru a proteja 12 specii de plante și 51 de specii de animale.

## Biodiversitate
Situată în ecoregiunile alpină și panonică, aria protejată conține 18 habitate naturale: Pajiști stepice subpanonice, Păduri de fag din Europa Centrală dezvoltate pe sol calcaros cu Cephalanthero-Fagion, Pante stâncoase calcaroase cu vegetație casmofită, Pajiști panonice carstice (Stipo-Festucetalia pallentis), Păduri panonice cu Quercus petraea și Carpinus betulus, Păduri panonice cu Quercus pubescens, Păduri pe pante, grohotișuri și ravene de Tilio-Acerion, Pajiști carstice calcaroase sau bazofile, de Alysso-Sedion albi, Peșteri inaccesibile publicului, Pajiști uscate seminaturale și facies de acoperire cu tufișuri pe substraturi calcaroase (Festuco-Brometalia) (* situri importante pentru orhidee), Fânețe de joasă altitudine (Alopecurus pratensis, Sanguisorba officinalis), Formațiuni de Juniperus communis pe lande sau pajiști calcaroase, Păduri de fag Luzulo-Fagetum, Grohotișuri medio-europene calcaroase, de la nivel colinar și montan, Tufărișuri subcontinentale peripanonice, Liziere de ierburi înalte hidrofile de câmpie și de nivel montan până la alpin, Păduri de fag Asperulo-Fagetum, Păduri aluvionare cu Alnus glutinosa și Fraxinus excelsior (Alno-Padion, Alnion incanae, Salicion albae).
La baza desemnării sitului se află mai multe specii protejate:
- plante (12): clopțelul cu frunze de crin (Adenophora lilifolia), Cyclamen fatrense, papucul doamnei (Cypripedium calceolus), Dracocephalum austriacum, Ferula sadleriana, Iris aphylla subsp. hungarica, Onosma tornensis, Pontechium maculatum subsp. maculatum, sisinei (Pulsatilla grandis), dedițelul (Pulsatilla patens), Pulsatilla subslavica, Thlaspi jankae
- păsări (25): buhai de baltă (Botaurus stellaris), buha (Bubo bubo), caprimulg (Caprimulgus europaeus), barză neagră (Ciconia nigra), șerpar (Circaetus gallicus), erete de stuf (Circus aeruginosus), acvilă-țipătoare-mică (Clanga pomarina), prepeliță (Coturnix coturnix), ciocănitoare cu spate alb (Dendrocopos leucotos), ciocănitoare neagră (Dryocopus martius), șoim dunărean (Falco cherrug), șoim călător (Falco peregrinus), muscar-gulerat (Ficedula albicollis), muscar (Ficedula parva), capîntortură (Jynx torquilla), sfrâncioc roșiatic (Lanius collurio), Leiopicus medius, ciocârlie de pădure (Lullula arborea), mierlă de piatră (Monticola saxatilis), ciuf-pitic (Otus scops), viespar (Pernis apivorus), ciocănitoare verzuie (Picus canus), cresteț pestriț (Porzana porzana), huhurezul mic (Strix uralensis), silvie porumbacă (Sylvia nisoria)
- amfibieni (1): izvoraș-cu-burta-galbenă (Bombina variegata)
- mamifere (15): liliac cârn (Barbastella barbastellus), lupul (Canis lupus), vidră de râu (Lutra lutra), râs eurasiatic (Lynx lynx), liliac cu aripi lungi (Miniopterus schreibersii), liliac cu urechi mari (Myotis bechsteinii), liliac cu urechi de șoarece (Myotis blythii), liliac de iaz (Myotis dasycneme), liliac cărămiziu (Myotis emarginatus), liliac comun (Myotis myotis), liliacul mediteranean cu potcoavă (Rhinolophus euryale), liliacul mare cu potcoavă (Rhinolophus ferrumequinum), liliacul mic cu potcoavă (Rhinolophus hipposideros), popândău (Spermophilus citellus), urs brun (Ursus arctos)
- nevertebrate (9): Carabus variolosus, croitorul mare al stejarului (Cerambyx cerdo), Duvalius hungaricus, Euplagia quadripunctaria, Leptidea morsei, rădașcă (Lucanus cervus), Rosalia alpina, bythinella pannonica (Sadleriana pannonica), Stenobothrus eurasius
- pești (1): Barbus meridionalis

Pe lângă speciile protejate, pe teritoriul sitului au mai fost identificate 96 de specii de plante, 4 specii de amfibieni, 17 specii de mamifere, 3 specii de nevertebrate, 7 specii de reptile.